# Villette-lès-Arbois
Villette-lès-Arbois är en kommun i departementet Jura i regionen Bourgogne-Franche-Comté i östra Frankrike. Kommunen ligger i kantonen Arbois som tillhör arrondissementet Lons-le-Saunier. År 2022 hade Villette-lès-Arbois 365 invånare.

## Befolkningsutveckling
Antalet invånare i kommunen Villette-lès-Arbois
Referens:INSEE